# Tredjebasman

Tredjebasmannens position (3B) på en basebollplan.

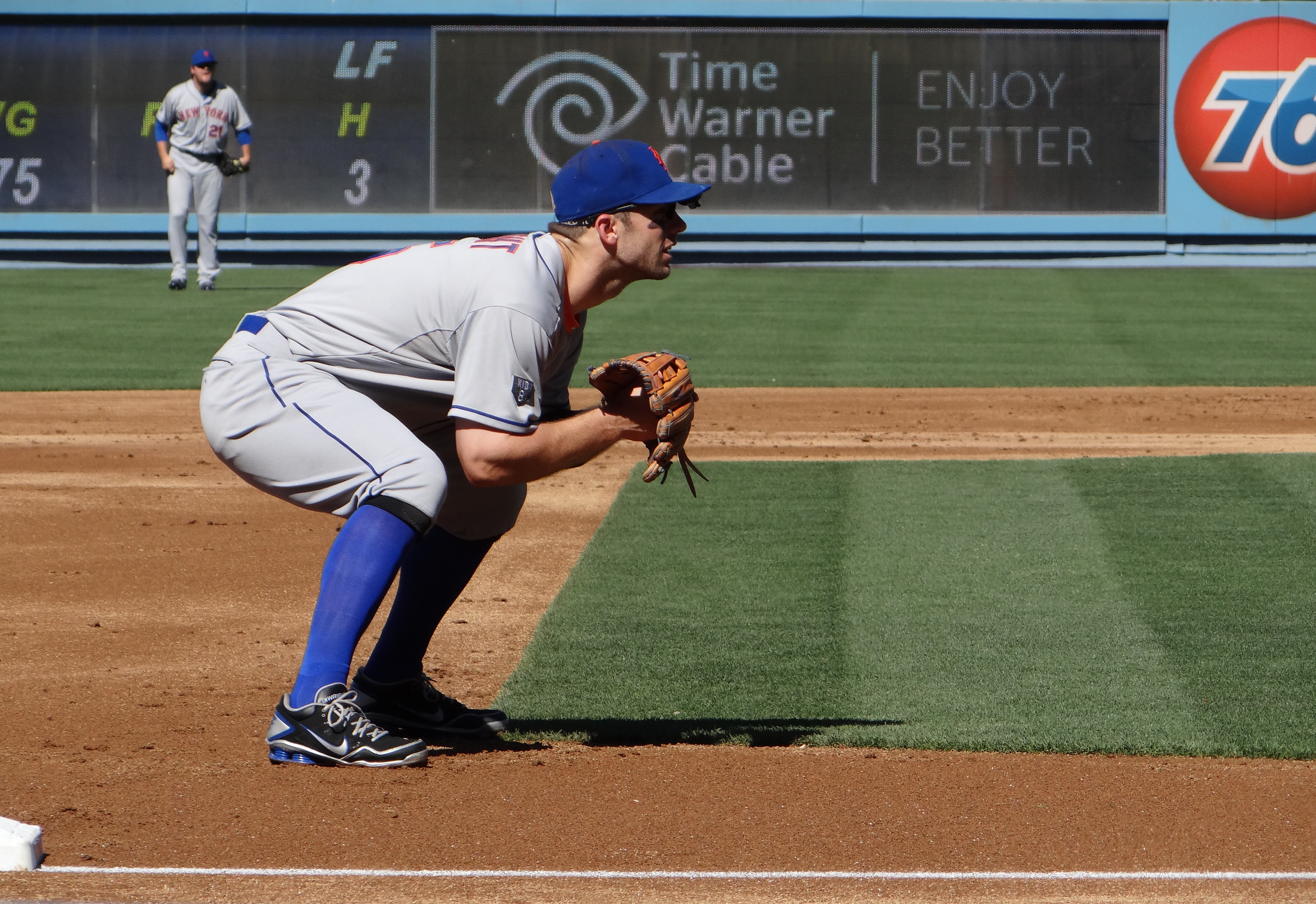
Tredjebasmannen David Wright beredd att ta emot ett slag.

Tredjebasman är en position i baseboll och softboll som spelar i det område som kallas infield. Tredjebasmannen spelar, som namnet säger, vid tredje bas.
En tredjebasman ska helst ha snabb reaktionsförmåga och kunna kasta hårda och välriktade kast. Snabb reaktionsförmåga är bra att ha när tredjebasmannen ska fånga upp hårt slagna bollar längs foullinjen, framför allt av högerhänta slagmän. Bollen kan komma upp i en hastighet av 200 kilometer i timmen och tredje bas kallas därför ibland "the hot corner". En bra kastarm är en fördel när tredjebasmannen fångat upp bollen, då han oftast snabbt måste kasta den tvärs över infield till förstabasmannen för att bränna slagmannen. Ibland kastar tredjebasmannen i stället bollen till andra bas för att starta ett double play.
Tredjebasmannen är normalt sett placerad i höjd med tredje bas och strax innanför foullinjen. Om slagmannen förväntas bunta placerar tredjebasmannen sig dock framför tredje bas och rör sig mot slagmannen i samband med att pitchern kastar. Detta kan innebära en fara om slagmannen i stället väljer att slå bollen på vanligt sätt.
För en tredjebasman är det en fördel att kasta med höger hand och därmed ha handsken på vänster hand. När han fångar upp en boll och ska kasta till någon annan infielder behöver han inte vända på kroppen åt vänster innan han kastar utan kan fånga bollen och kasta den i en enda rörelse. Väldigt få vänsterhänta spelare har spelat som tredjebasman i Major League Baseballs (MLB) historia.

## Kända tredjebasmän

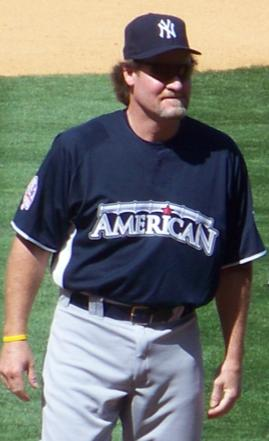
Tredjebasmannen Wade Boggs 2008.

Följande 19 tredjebasmän hade till och med 2024 valts in i National Baseball Hall of Fame:
- Home Run Baker
- Adrián Beltré
- Wade Boggs
- George Brett
- Jimmy Collins
- Ray Dandridge
- Judy Johnson
- Chipper Jones
- George Kell
- Freddie Lindstrom
- Eddie Mathews
- Paul Molitor
- Brooks Robinson
- Scott Rolen
- Ron Santo
- Mike Schmidt
- Pie Traynor
- Deacon White
- Jud Wilson